# Sciences humaines (magazine)
 (mars 2023).
Si vous disposez d'ouvrages ou d'articles de référence ou si vous connaissez des sites web de qualité traitant du thème abordé ici, merci de compléter l'article en donnant les références utiles à sa vérifiabilité et en les liant à la section « Notes et références ».
Ne doit pas être confondu avec Revue des sciences humaines.
Sciences humaines est un magazine mensuel de vulgarisation des sciences humaines et sociales créé en 1988 et installé à Auxerre, dans l'Yonne.

## Historique
Un « bulletin », déjà nommé Sciences humaines, est publié par Jean-François Dortier en 1988 sous la forme d'un fascicule produit artisanalement ; le premier numéro est tiré à dix-sept exemplaires.
- En novembre 1990 paraît le premier numéro en kiosque, consacré à Edgar Morin. À partir de 1998, Sciences humaines publie également des livres thématiques (Les Sciences humaines, Panorama des connaissances, Éduquer et former, Les Organisations, La Communication, État des savoirs, Le Dictionnaire des sciences humaines, etc.).
- En 2000 ouverture du site Scienceshumaines.com.
- En 2005, publication d'un nouveau titre Les Grands Dossiers des sciences humaines.

En avril 2023, Philosophie Magazine et Sciences Humaines annoncent leur fusion, le nouvel ensemble sera détenu majoritairement par Fabrice Gerschel, le fondateur de Philosophie Magazine,.

## Référenciation
La revue est référencée sur le portail web francophone Cairn.info ainsi que sur le portail OpenEdition.